# Pesquisa de calado
Uma pesquisa de calado é um cálculo do peso da carga carregada ou descarregada de ou para um navio a partir de medidas de mudanças no seu deslocamento. A técnica é baseada no princípio de Arquimedes. O procedimento é padronizado pela Comissão Económica das Nações Unidas para a Europa para a medição de cargas de carvão.
O levantamento do calado é realizado pela leitura do calado do navio nas marcações de calado em seis pontos-padrão do casco: proa, a meio do navio e na popa, tanto a bombordo quanto a estibordo. As correções para fatores como compensação, densidade da água e alterações de peso sem carga são feitas antes de calcular a alteração de peso da carga.